# عاطف صدقی
عاطف صدقی (عربی: عاطف محمد نجیب صدقی؛ ۲۹ اوت ۱۹۳۰ – ۲۵ فوریهٔ ۲۰۰۵) یک سیاست‌مدار اهل مصر بود. وی از تاریخ ۹ نوامبر ۱۹۸۶ تا ۴ ژانویه ۱۹۹۶ نخست‌وزیر مصر بود.